# Gugudan
Gugudan (hangul: 구구단) är en sydkoreansk tjejgrupp bildad år 2016 av Jellyfish Entertainment. De debuterade 2016 med låten ''Wonderland''.
Gruppen består av de åtta medlemmarna Mimi, Hana, Haebin, Nayoung, Sejeong, Sally, Soyee, och Mina. Den tidigare medlemmen Hyeyeon hoppade av gruppen i oktober 2018 då hon valde att fokusera på studierna och hälsan.

## Medlemmar
| Artistnamn   | Artistnamn | Födelsenamn  | Födelsenamn  | Födelsedatum     |
| Romanisering | Hangul     | Romanisering | Hangul/Hanja | Födelsedatum     |
| ------------ | ---------- | ------------ | ------------ | ---------------- |
| Mimi         | 미미       | Jung Mi-mi   | 정미미       | 1 januari 1993   |
| Hana         | 하나       | Shin Bo-ra   | 신보라       | 30 april 1993    |
| Haebin       | 해빈       | Han Hae-bin  | 한해빈       | 16 augusti 1995  |
| Nayoung      | 나영       | Kim Na-young | 김나영       | 23 november 1995 |
| Sejeong      | 세정       | Kim Se-jeong | 김세정       | 28 augusti 1996  |
| Sally        | 샐리       | Liu Xiening  | 刘些宁       | 23 oktober 1996  |
| Soyee        | 소이       | Jang So-jin  | 장소진       | 21 november 1996 |
| Mina         | 미나       | Kang Mi-na   | 강미나       | 4 december 1999  |

## Diskografi

### Album
| Albuminformation                                            | Topplacering          |
| Albuminformation                                            | Sydkorea (Gaon Chart) |
| ----------------------------------------------------------- | --------------------- |
| Act. 1 The Little Mermaid (EP-skiva) - Släppt: 28 juni 2016 | 2                     |
| Act. 2 Narcissus (EP-skiva) - Släppt: 27 februari 2017      | 3                     |
| Act. 3 Chococo Factory (singel) - Släppt: November 8, 2017  | 8                     |
| Act. 4 Cait Sith (singel) - Släppt: February 1, 2018        | 7                     |
| Act. 5 New Action (ep-skiva) - Släppt: November 6, 2018     | 8                     |

### Singlar
| År   | Titel            | Topplacering          |
| År   | Titel            | Sydkorea (Gaon Chart) |
| ---- | ---------------- | --------------------- |
| 2016 | "Wonderland"     | 35                    |
| 2017 | "A Girl Like Me" | 38                    |
| 2017 | "Chococo"        | -                     |
| 2018 | "The Boots"      | -                     |
| 2018 | "Not That Type"  | -                     |